# Belo-modro-bela zastava
Belo-modro-bela zastava (rusko Бело-сине-белый флаг, БСБ) je zastava, ki je leta 2022 postala simbol protivojnih protestov v Rusiji med rusko-ukrajinsko vojno (ruska invazija na Ukrajino). Zastava je bila prvič omenjena na Twitterju 28. februarja 2022, nato pa je postala razširjena med ruskimi opozicijskimi silami. Po mnenju aktivistov je zastava v prvi vrsti simbol združevanja ljudi za mir in svobodo. Ugotovljena je bila tudi kontinuiteta s prejšnjo različico zastave Velikega Novgoroda. Ena najpomembnejših vladnih institucij Novgorodske republike je bila »Novgorodska zbornica«, ki je omejevala pristojnosti kneza v nasprotju z Vladimirsko-Suzdalsko kneževino.

## Standardizacija velikosti in barve
| Barva   | Bela        | Modra      | Bela        |
| ------- | ----------- | ---------- | ----------- |
| Pantone | Bela        | 2925C      | Bela        |
| CMYK    | 0,0,0,0     | 100,41,5,0 | 0,0,0,0     |
| RGB     | 255,255,255 | 0,131,214  | 255,255,255 |
| HTML    | #FFFFFF     | # 0083D6   | #FFFFFF     |

## Zgodovina
Prvo znano mesto za uporabo belo-modro-bele zastave je bila spletna stran virtualne države Novgorodske republike (Novgorodska republika), ki se je pojavila leta 2006 (najzgodnejše strani spletnega mesta v spletnem arhivu segajo v leto 2010). Zastava je nastala po takratni uradni zastavi Velikega Novgoroda. Po besedah ustvarjalca spletnega mesta, ameriškega programerja Martina Posthumusa, je bil projekt zasnovan kot primer alternativne zgodovine, v kateri so enote Novgorodske republike premagale čete Moskovske kneževine v bitki pri Šelonu.
V objavi z dne 25. novembra 2013 je uporabnik ЖЖ truvor omenil belo-modro-belo novgorodsko zastavo »brez Katarininega grba« kot »odlično izbiro za našo bodočo republiko«. Po njegovem mnenju je »Novgorod, tudi popolnoma uničen in poteptan, duh resnične Rusije. Horda, ki si je prisvojila zgodovino Rusije, nezavedno čuti grožnjo vstaje Rusije iz groba v Novgorodu«.
Prvič jo je kot alternativno zastavo Rusije predlagal uporabnik Live Journal Andrej Čudinov 22. avgusta 2019. 
V zvezi s protivojnimi protesti je bil prvič omenjen na Twitterju 28. februarja 2022 in so ga opozicijske sile široko sprejele. Uporabljali so ga v protivojnih protestih v Tbilisiju v Gruziji, pa tudi v Nemčiji, na Cipru in Jekaterinburgu v Rusiji.
Po mnenju aktivistov simbolizira boj za mir in svobodo misli. Rdečo, ki je povezana s krvjo in sovjetsko preteklostjo, je nadomestila miroljubna bela. Kombinacija barv spominja tudi na staro zastavo Velikega Novgoroda kot spomin na tradicije Novgorodske republike.
Po mnenju nekaterih aktivistov je glavna razlika od ruske zastave - pomanjkanje rdečega traku - simbol protesta, ker zavrača kult vojne, vojaško širitev, prikazuje novo stran v ruski zgodovini, kjer ni prostora. za avtokracijo, militarizem, nasilje in kri. Po njihovem mnenju so videz zastave navdihnili simboli državnega obdobja Velikega Novgoroda, ki je bil po mnenju aktivistov središče Novgorodske republike in je edini kandidat za naziv prave demokracije v ruski zgodovini. Podobnost z zastavo BCHB se imenuje posebna simbolika. Same barve po mnenju nekaterih aktivistov označujejo mir, čistost, preudarnost (bela), pa tudi resnico in pravičnost (modra).
Srednji modri trak je po barvi blizu ruski zastavi, ki se je uporabljala med letoma 1991 in 1993.

## Nasprotovanje oblasti
6. marca 2022 je prebivalko Moskve Anno Dubkovo v okviru načrta Prestrezanje pridržal policist zaradi belo-modro-bele zastave, ki je bila nameščena na njenem avtomobilu. Protokol navaja, da je zastava simbol »... protivojnih protestov, ki se širijo med opozicijskimi silami.« Sodišče je Anno Dubkovo obsodilo na 15 dni zapora po tretjem odstavku 19. člena zakonika o upravnih prekrških.

## Galerija
- Državna zastava Ukrajine in ruska protestna zastava

## Podobne zastave
- Zastava Velikega Novgoroda 1994–2006
- Zastava okrožja Čudiv v regiji Novgorod 1997–2008
- Zastava virtualne države Veišnorija
- Zastava švicarskega kantona Zug